# 私刑される女
『私刑される女』（リンチされるおんな、Woman They Almost Lynched）は、1953年3月20日に公開されたアメリカの西部劇映画。
監督はアラン・ドワン、脚本はスティーヴ・フィッシャー。出演はジョン・ランド、ブライアン・ドンレヴィ、オードリー・トッター、ジョーン・レスリー、ベン・クーパー、ジェームズ・ブラウン、ニーナ・ヴァレーラ。配給はリパブリック・ピクチャーズ。
クエンティン・タランティーノはドワン映画のお気に入りの一つに本作を挙げていた。

## キャスト
| 役名             | 俳優                       | 日本語吹替                                     |
| 役名             | 俳優                       | 日本テレビ版                                   |
| ---------------- | -------------------------- | ---------------------------------------------- |
| ホートン         | ジョン・ランド             | 木村幌                                         |
| カントレル       | ブライアン・ドンレヴィ     | 若山弦蔵                                       |
| ケイト           | オードリー・トッター       | 藤野節子                                       |
| サリィ           | ジョーン・レスリー         | 武藤礼子                                       |
| ディンガス       | ベン・クーパー             | 遠藤剛                                         |
| フランク         | ジェームズ・ブラウン       | 城達也                                         |
| デリラ           | ニーナ・ヴァレーラ         | 志摩燎子                                       |
| コール           | ジム・デイヴィス           | 村瀬正彦                                       |
| ビル             | リード・ハドレー           | 川合伸旺                                       |
| パブロ           | ナチョ・ガリンド           | 高山正也                                       |
| 馭者             | ポスト・パーク             | 木谷省三                                       |
| アンダーソン     | ポール・ライバーモア       | 水鳥鉄夫                                       |
| グレンダ         | アン・サヴェージ           | 杉山紀子                                       |
| ジェニー         | ヴァージニア・クリスティン | 園部絹子                                       |
| スチュアート夫人 | ミネルヴァ・ウレカル       | 緑川薫                                         |
| 歌               |                            | 川島フジ子                                     |
| ナレーション     | N/A                        | 若山弦蔵                                       |
| 不明 その他      |                            | 香山裕 平井俊明 海老原響子 吉行知子 沢田やすし |
|                  |                            |                                                |
| 演出             | 演出                       | 佐藤敏夫                                       |
| 翻訳             | 翻訳                       | 田端絢之左                                     |
| 効果             | 効果                       | TFC                                            |
| 調整             |                            |                                                |
| 制作             | 制作                       | 東北新社                                       |
| 解説             |                            |                                                |
| 初回放送         | 初回放送                   | 1964年5月10日製作                              |